# Историја 20. века (часопис)
Историја 20. века : часопис Института за савремену историју (енгл. History of 20. century : the journal of the Institute of Contemporary History; рус. История 20. века : журнал Института современой истории) је научни часопис који излази од 1983. године. Издаје га Институт за савремену историју. У часопису се објављују радови из савремене историје Србије, бивше Југославије и Балкана у европском и глобалном контексту.

## О часопису
Историја 20. века је научни часопис покренут 1983. године, након што су престале са излажењем две дотадашње периодичне публикације Института за савремену историју: Историја XX века : зборник радова (1959-1982) и Прилози за историју социјализма (1964-1982). Спајањем ове две публикације настао је часопис Историја 20. века. Часопис од оснивања излази полугодишње, али је девет свезака објављено у форми двоброја (1984, 1986, 1988, 1989, 1990, 1991, 1992, 1993. и 1999), а у периоду 2010-2012. објављиване су по три свеске годишње. Радови се објављују на српском, а резимеа на руском и енглеском језику.
По категоризацији Министарства просвете, науке и технолошког развоја Републике Србије од 2015. године носи категорију националног часописа међународног значаја.
Часопис се налази у режиму отвореног приступа (Open Acess Journal) и комплетна дигитализована архива свих старијих издања, као и најновијих бројева је доступна.

## Уредници
За првог главног и одговорног уредника именован је Никола Б. Поповић који је на том месту остао до 1987. године. Наследио га је Бранислав Глигоријевић (1988-1991), а потом су ту функцију обављали Смиљана Ђуровић (1992-1995), Милан Весовић (1995-1999), Ђорђе Борозан (2000-2001), Коста Николић (2002-2004) и Бојан Б. Димитријевић (2005-2015). Драгомир Бонџић је главни и одговорни уредник од 2016. године.

## Теме
У часопису се објављују радови из савремене историје Србије, бивше Југославије и Балкана у европском и глобалном контексту. Радови су интердисциплинарног карактера са подацима из оригиналних архивских истраживања. Часопис негује критичку анализу друштвене, културне, економске и интелектуалне историје 20. века.

## Индексирање у базама података
- Часопис је уврштен на ERIH PLUS листу (European Reference Index for the Humanities and Social Sciences).[5]
- Налази се у CEEOL бази (Central and Eastern European Online Library).
- Scopus[6]
- DOAJ[7]